# Tullbotorp
Tullbotorp var till och med september 2009 en fältstation tillhörande Stockholms universitet belägen vid Tullgarns naturreservat i Södermanland. Stationen består av en gammal skolbyggnad och användes främst till undervisning i biologi, bland annat kärlväxtfloristik och inventeringsmetodik.